# الصبغي Y

Das Idiogramm des Y-Chromosoms

الصبغي واي هو أحد الصبغيين الجنسيين (الصبغيين الجنسيين) لدى الوحشيات التابعة لطائفة الثدييات، بما فيها الإنسان، والعديد من الحيوانات الأخرى. يمثل الصبغي إكس الصبغي الجنسي الآخر. يُعتبر الصبغي واي المسؤول عن تحديد الجنس لدى كثير من الأنواع، نظرًا إلى ارتباط تحديد الجنس الذكري أو الأنثوي لدى النسل الناتج عن التكاثر الجنسي بوجود الصبغي واي أو غيابه. لدى الثدييات، يحتوي الصبغي واي على جين «إس آر واي»، الذي يحرض التطور الجنيني إلى ذكر. يتألف دنا الصبغي واي لدى الإنسان من 59 مليون زوج قاعدي تقريبًا. ينتقل الصبغي واي بشكل حصري من الأب إلى الابن. يُعتبر الصبغي واي أحد أسرع الأجزاء تطورًا في الجينوم البشري، ويختلف بنسبة 30% بين الإنسان والشمبانزي. يحمل الصبغي واي تقديريًا 100-200 جين لدى الإنسان. تُعتبر جميع الجينات المرتبطة بالكرموسوم واي أحادية النسخة فردانية الزيجوت (أي توجد فقط على صبغي واحد) باستثناء حالات اختلال الصيغة الصبغية مثل متلازمة «إكس وي واي» ومتلازمة «إكس إكس واي واي».

## نظرة عامة

### اكتشافه
حددت نيتي ستيفنز من كلية برين ماور الصبغي واي بوصفه الصبغي المحدد للجنس في عام 1905 أثناء دراستها على دودة الدقيق تينبريو موليتور. اكتشف إدموند ويلسون بشكل مستقل الآليات نفسها في السنة نفسها، أثناء عمله على نصفيات الأجنحة. اقترحت ستيفنز وجود الصبغيات بشكل دائم في أزواج، واعتبرت الصبغي الأصغر (الذي يُطلق عليه الآن «واي») زوج الصبغي إكس الذي اكتشفه هيرمان هينكينغفي عام 1890. أدركت ستيفنز أن الفكرة السابقة لكلارنس إروين مكلونغ، التي تعتبر الصبغي إكس المسؤول عن تحديد الجنس، غير صحيحة، وأن تحديد الجنس عائد في الحقيقة إلى وجود الصبغي واي أو غيابه. في أوائل عشرينيات القرن العشرين، اعتقد ثيوفيلوس بينتر أن كلًا من الصبغيين إكس وواي مسؤولان عن تحديد الجنس لدى الإنسان (وغيره من الثدييات).
أُطلق على الصبغي اسم «واي» ليتبع ببساطة تسمية هينكينغ للصبغي «إكس» أبجديًا. تُعد فكرة تسمية الصبغي واي تبعًا لتشابهه في المظهر مع الحرف «واي» خاطئة. تظهر جميع الصبغيات عادة تحت المجهر على شكل لطخات غير متبلورة، ولا تتخذ شكلًا محددًا بشكل جيد إلا أثناء الانقسام المتساوي. تتخذ جميع الصبغيات أثناء الانقسام المتساوي شكل إكس غير محدد بوضوح. يمتلك الصبغي واي من قبيل المصادفة البحتة فرعين قصيرين للغاية أثناء الانقسام المتساوي، إذ يظهران متحدين تحت المجهر ليعطيا شكل الفرع السفلي للحرف واي.

### تنوعاته
تمتلك غالبية الوحشيات التابعة لطائفة الثدييات زوجًا واحدًا فقط من الصبغيات الجنسية في كل خلية. يمتلك الذكور صبغي واي واحد وصبغي إكس واحد بينما تمتلك الإناث صبغيين إكس. يحتوي الصبغي إكس لدى الثدييات على جين «إس آر واي»، الذي يحرض التطور الجنيني كذكر. تحتوي الصبغيات واي لدى الإنسان وغيره من الثدييات أيضًا على عدد من الجينات الأخرى اللازمة لإنتاج الحيوانات المنوية بشكل طبيعي.
مع ذلك، يوجد بعض الاستثناءات. لدى الإنسان، يمتلك بعض الرجال صبغيين إكس إلى جانب صبغي واي («إكس إكس واي»، انظر متلازمة كلاينفيلتر)، بينما تمتلك بعض النساء ثلاثة صبغيات إكس أو صبغي إكس واحد عوضًا عن اثنين («إكس 0»، انظر متلازمة تيرنر). يوجد بعض الاستثناءات الأخرى التي تشمل تلف جين «إس آر واي» (ما يسبب أنثى «إكس واي»)، أو نسخه إلى الصبغي إكس (ما يسبب ذكر «إكس إكس»).

## المنشأ والتطور

### ما قبل الصبغي واي
لا تمتلك العديد من الفقاريات خارجية الحرارة أي صبغيات جنسية. في حال وجود جنسين مختلفين، تُعتبر البيئة بمثابة العامل المسؤول عن تحديد الجنس عوضًا عن الجينات. يعتمد الجنس لدى بعضها، وخاصة الزواحف، على حرارة احتضان البيض. تُعد بعض الفقاريات خنثى، على الرغم من كونها، باستثناء بعض أنواع الأسماك شعاعيات الزعانف، تسلسلية (ينتج الكائن الحي نفسه الجاميتات الذكرية أو الأنثوية، وليس كلاهما، في مراحل مختلفة من الحياة)، عوضًا عن كونها تزامنية (ينتج الكائن الحي نفسه الجاميتات الذكرية والأنثوية على حد سواء في نفس الوقت).

### المنشأ
يُعتقد أن أصل الصبغيين إكس وواي عائد إلى زوج من الصبغيات المتطابقة، التي تُعرف باسم الصبغيات الجسمية، إذ شهد الحيوان السلف تغيرًا أليليًا فيها، ما أُطلق عليه اسم «موضع الجنس» - أدى امتلاك هذا الأليل ببساطة إلى تحديد جنس الكائن الحي على أنه ذكر. أصبح الصبغي المحتوي على هذا الأليل الصبغي واي، بينما أصبح الجزء الآخر من الزوج نفسه الصبغي إكس. بمرور الوقت، انتقلت الجينات النافعة للذكور والضارة (أو عديمة التأثير) للإناث على الصبغي واي أو استطاع الذكور اكتسابها من خلال عملية الانتقال الصبغيي.
اعتُقد حتى وقت قريب أن انقسام الصبغيين إكس وواي مشتقان عائد إلى 300 مليون سنة مضت. مع ذلك، اقترحت الأبحاث المنشورة في عام 2010، وعلى وجه التحديد البحث المنشور في عام 2008 لتوثيق تسلسل جينوم خلد الماء، عدم وجود نظام تحديد الجنس «إكس واي» منذ أكثر من 166 مليون سنة، عند انقسام الكظاميات من الثدييات الأخرى. تستند إعادة تقييم عمر النظام «إكس واي» لدى الوحشيات على النتائج التي أثبتت وجود تسلسلات الصبغيات إكس المشاهدة لدى الجرابيات والوحشيات الحقيقية التابعة لطائفة الثدييات على الصبغيات الجسمية لدى خلد الماء والطيور. استند التقييم الأقدم إلى تقارير مغلوطة مفادها امتلاك الصبغيات إكس لدى خلد الماء لهذه التسلسلات.

### تثبيط إعادة التركيب
ثبت أن إعادة التركيب بين الصبغيين إكس وواي ضارة – أدت إلى افتقار الذكور للجينات الضرورية الموجودة سابقًا في الصبغي واي وامتلاك الإناث لعدد من الجينات غير اللازمة أو حتى الضارة التي اقتصرت سابقًا على الصبغي واي. نتيجة لذلك، تجمعت الجينات النافعة للذكور بالقرب من الجينات المحددة للجنس، وتعرضت إعادة التركيب في هذه المنطقة للتثبيط من أجل الحفاظ على هذه المنطقة الخاصة بالذكور. بمرور الوقت، تعرض الصبغي واي للعديد من التغيرات الهادفة لتثبيط إعادة تركيب المناطق المتعلقة بتحديد الجنس مع الصبغي إكس على الإطلاق. يُعتبر 95% من الصبغي واي لدى الإنسان غير قابل لإعادة التركيب نتيجة لهذه العملية. تخضع أطراف الصبغيين واي وإكس فقط لإعادة التركيب. يُشار إلى أطراف الصبغي واي الخاضعة لإعادة التركيب مع الصبغي إكس باسم المنطقة الصبغية الجسدية الكاذبة. يمكن تمرير بقية الصبغي واي كما هو إلى الجيل التالي، ما يسمح باستخدامه في تتبع تطور الإنسان.

## اقرأ أيضا
- رسم اصطلاحي جيني